# Castilleja affinis
Castilleja affinis är en snyltrotsväxtart. Castilleja affinis ingår i släktet målarborstar, och familjen snyltrotsväxter.

## Underarter
Arten delas in i följande underarter:
- C. a. affinis
- C. a. litoralis
- C. a. neglecta

## Bildgalleri

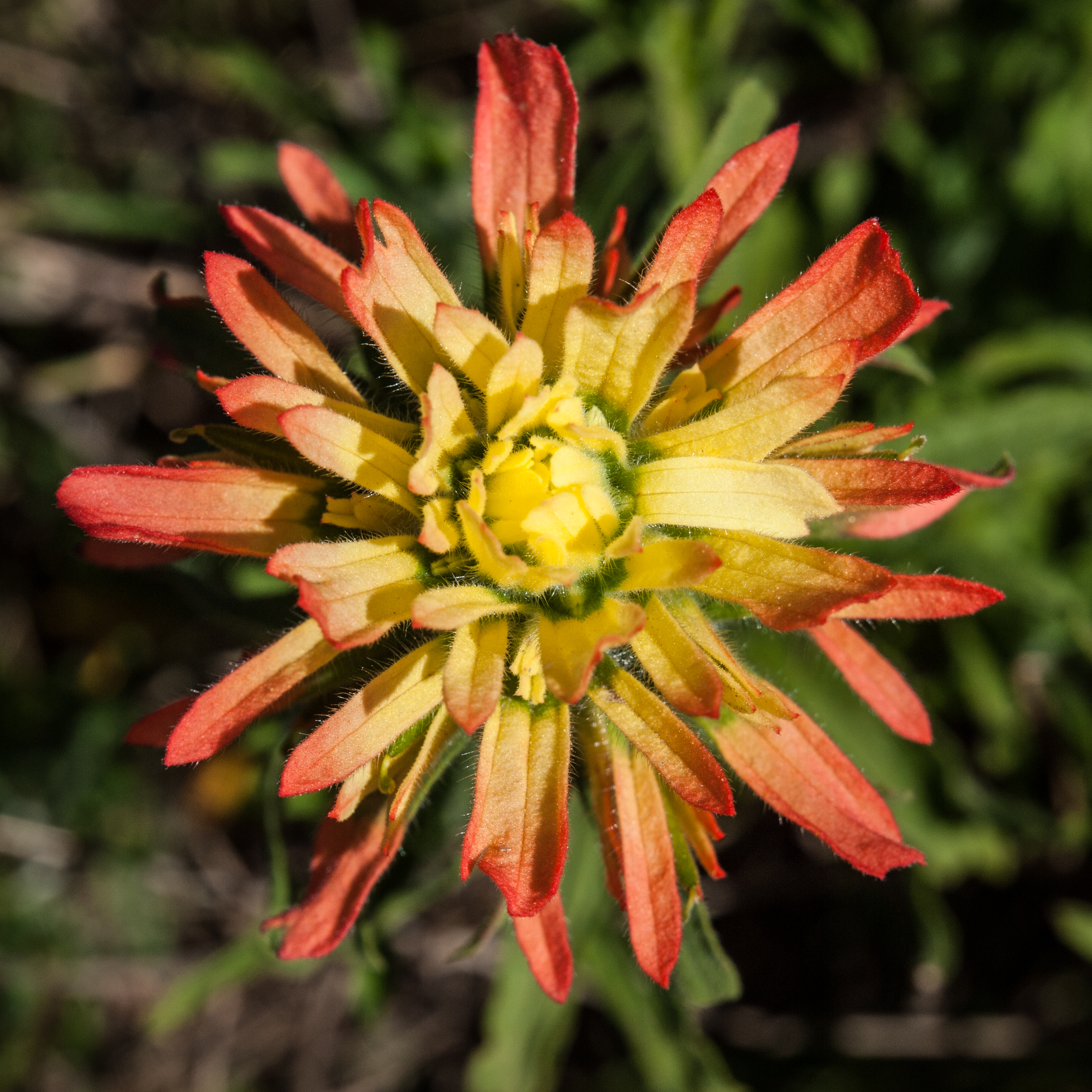
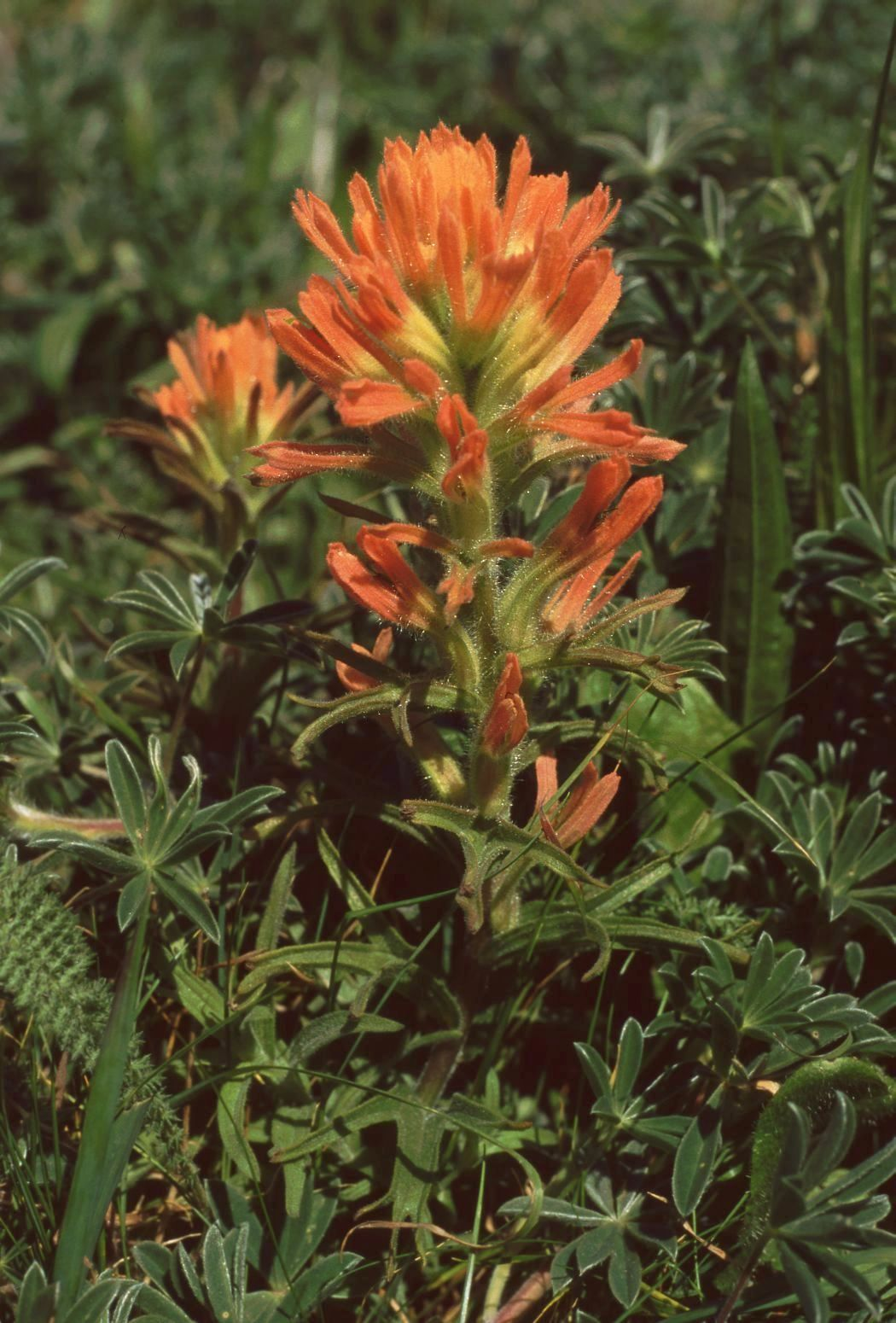
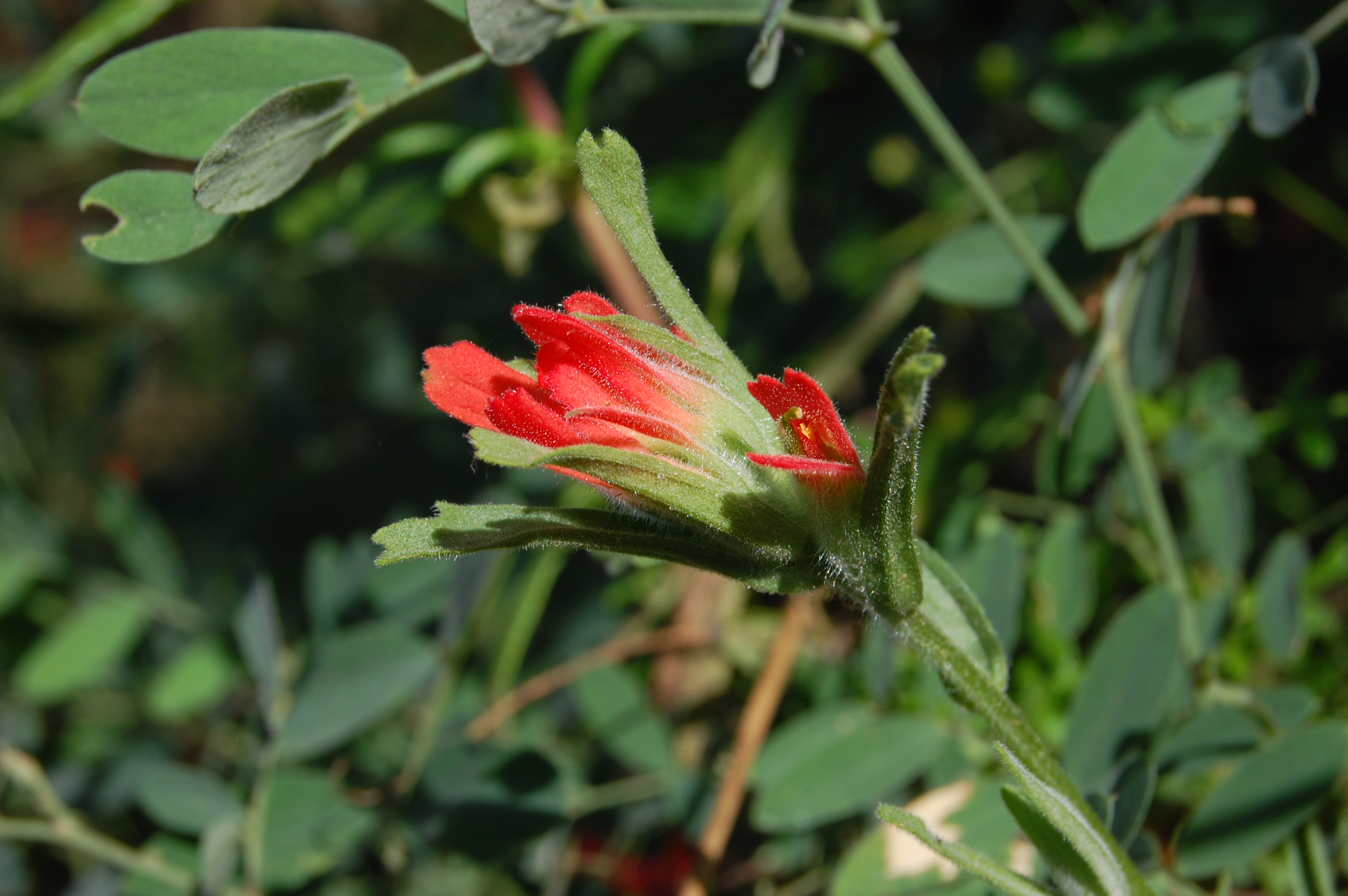
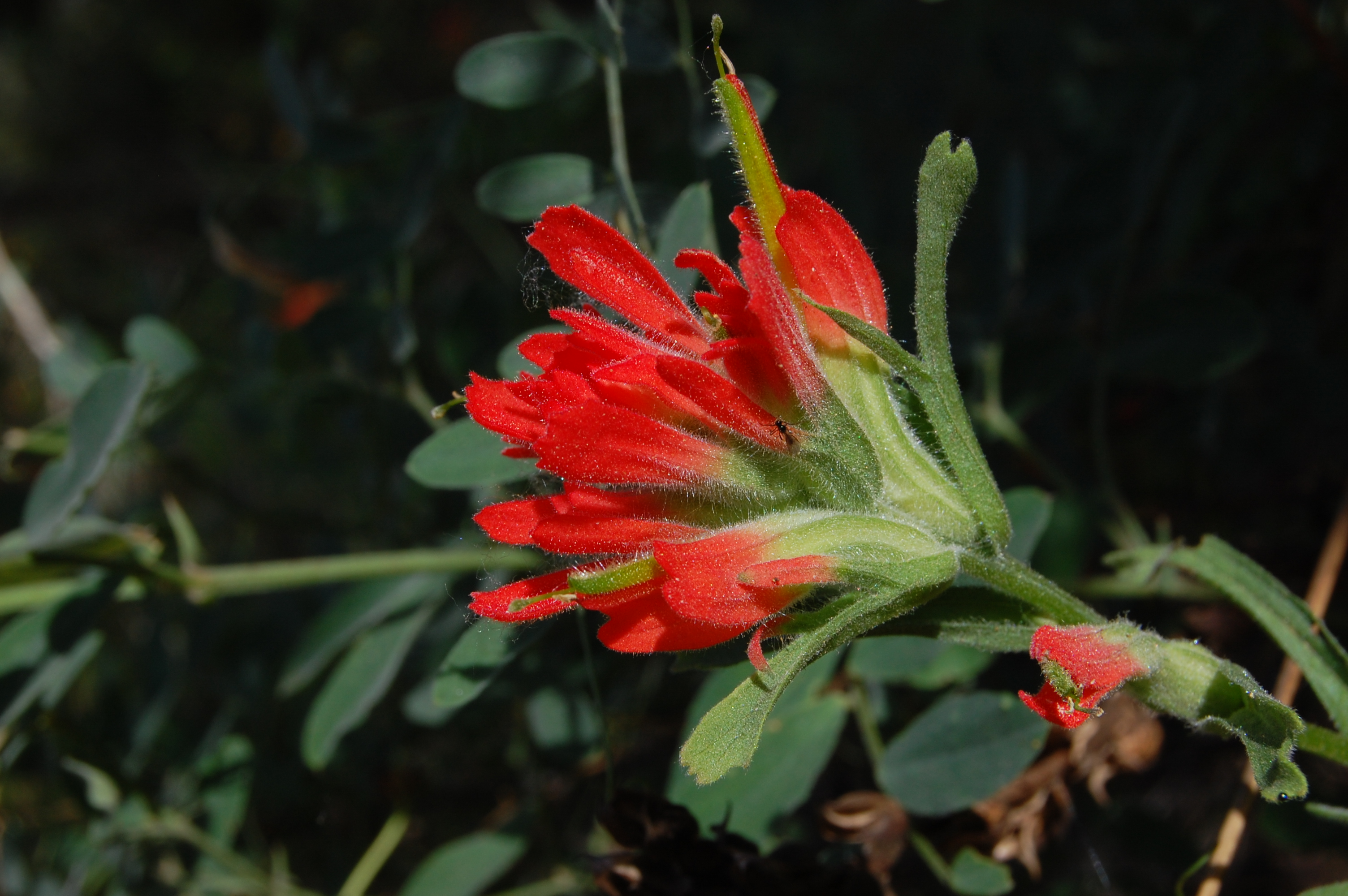
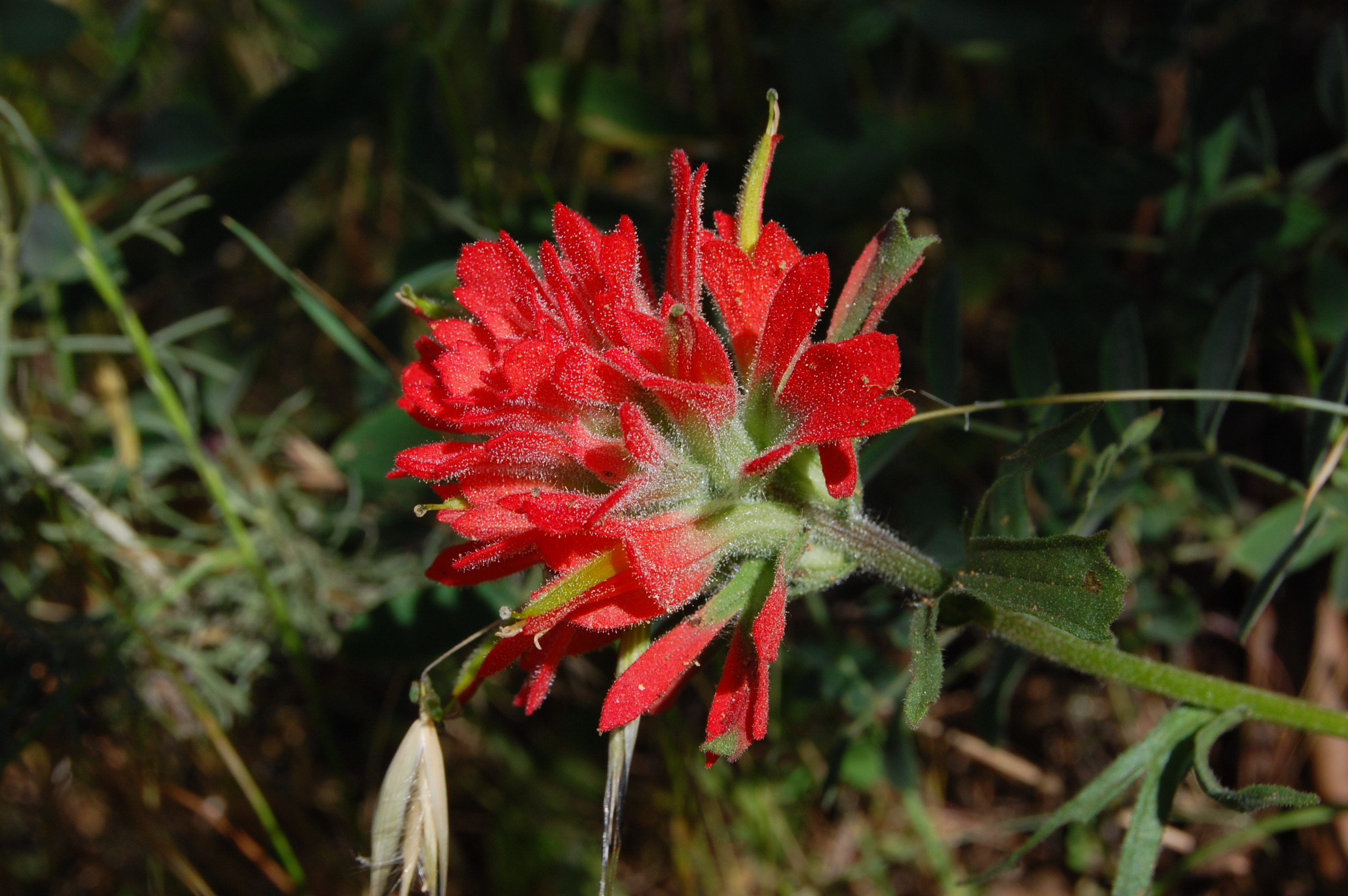
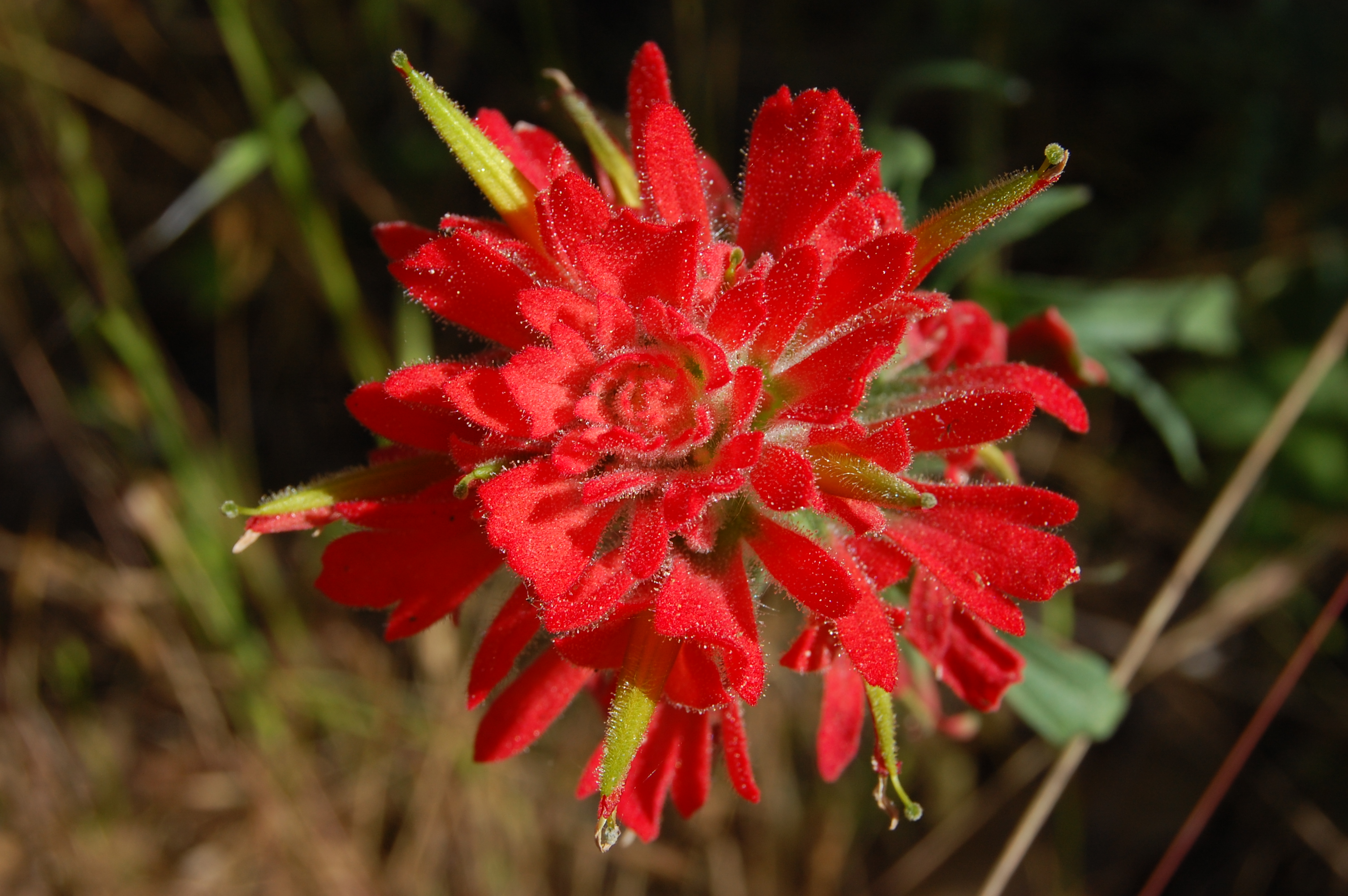